# 루슬란 쿠다예프
루슬란 라빌리예비치 쿠다예프(우즈베크어: Ruslan Ravilyevich Kudayev, 러시아어: Русла́н Рави́льевич Куда́ев, 1980년 5월 8일 ~ )는 우즈베키스탄의 펜싱 선수로 주 종목은 에페이다. 2012년 하계 올림픽에서 그는 남자 에페 개인전에 참가하였다. 32강에서 대한민국의 박경두를 15-9로 이긴 그는 16강에서 베네수엘라의 실비오 페르난데스에게 3-15로 완패하였다.

## 개인사
부인인 피루자 사이에서 아들 사미르를 두었다.